# Милка Христова
Милка Христова (на македонска литературна норма: Милка Христова) е лекарка и политик от Северна Македония.

## Биография
Родена е на 8 декември 1948 година в град Царево село (Делчево), тогава във Федеративна народна република Югославия. Завършва медицина и специализира училищна медицина. Става примариус и работи в Царево село. Заема длъжността съветник от редиците на съветническата листа на ВМРО – Демократическа партия за македонско национално единство в община Царево село в продължение на два мандата и е председател на здравната комисия към Общинския комитет на ВМРО-ДПМНЕ в Царево село. В същото време Милка Христова е и член на председателството на Съюза на жените в Царево село.
През януари 2016 година замества станалия служебен премиер Емил Димитриев като депутат от ВМРО-ДПМНЕ в Събранието на Република Македония.